# Toshio Hirabayashi
Toshio Hirabayashi (平林 俊夫, Hirabayashi Toshio) est un footballeur international japonais. Il évoluait au poste de milieu de terrain.

## Carrière
Toshio Hirabayashi fait sa première apparition avec l'équipe nationale japonaise le 23 mai 1923, lors d'un match contre les Philippines dans le cadre des Jeux de l'Extrême-Orient. Sa deuxième et dernière cape internationale a lieu le lendemain, contre la Chine, qui s'impose sur le score de 5-1.
Il joue alors en club à l'Osaka Soccer Club.